# Alfons Maria de Liguori
Alfons Maria de Liguori (Marianella, Nàpols, 27 de setembre de 1696 - Nocera de' Pagani, 1 d'agost de 1787) fou un teòleg i missioner italià, fundador de la Congregació del Santíssim Redemptor en 1732. Va ser un predicador d'estil planer, en contrast amb la retòrica de l'època. En el pla del pensament, el seu sistema moral (equiprobabilisme) se situa entre els corrents rigoristes i els probabilistes. Va escriure obres de devoció, la més difosa de les quals és Les glòries de Maria (1750), i una Theologia moralis (1753-55).
Fou canonitzat el 1839 i la seva festa se celebra l'1 d'agost.

## Vida
Alfonso Maria de' Liguori va néixer a Marianella, prop de Nàpols al si de la família noble dels Liguori; era fill de Giuseppe de' Liguori i Anna Maria Caterina Cavalieri. Va tenir una educació acurada; entre d'altres, va tenir com a mestre el pintor Francesco Solimena, que li va ensenyar a pintar, activitat en la qual Alfonso va donar mostres d'habilitat.
Als dotze anys va entrar a la Universitat de Nàpols on, quatre anys després, en 1713, va doctorar-se en dret civil i canònic (el va examinar Giambattista Vico) i començant a exercir d'advocat als setze anys, mercès a una dispensa especial del virrei.
En 1723, va abandonar la seva carrera jurídica i, malgrat l'oposició del seu pare, va començar a estudiar al seminari, influït per la seva experiència a l'Oratori de Sant Felip Neri. Va ser ordenat Ordenat sacerdot el 21 de desembre de 1726. Va dedicar-se a l'evangelització de la ciutat de Nàpols, especialment dels joves més desfavorits que vivien en una situació marginal. Va fundar les capelles del vespre, gestionades pels mateixos joves i que eren centres de pregària, trobada, activitats socials i comunitàries i d'educació. Quan Alfons va morir, funcionaven 72 d'aquests centres, amb uns 10.000 membres.
Els seus sermons, d'un estil planer i allunyat de la retòrica barroca de l'època, van tenir molt d'èxit i van aconseguir moltes conversions. El 1729, Alfons va deixar la seva llar familiar i va instal·lar-se al Collegio Cinese (Col·legi Xinès) de Nàpols. Va començar llavors una tasca d'evangelització de les regions interiors del Regne de Nàpols, on la situació de moltes poblacions era d'extrema misèria.
Va fundar la congregació clerical del Santíssim Redemptor en 1732, concretament el 9 de novembre. La fundació va fer-se arran de la revelació que li va fer la germana Maria Celeste Crostarosa (que després fundaria la branca femenina de la congregació), que li va dir que Déu l'havia triat per a fundar-la. L'orde tenia l'objectiu d'ensenya i predicar als suburbis i barris marginals de les ciutats, com també en poblacions pobres. A més, volia lluitar contra el jansenisme, que negava el lliure albiri de l'home.

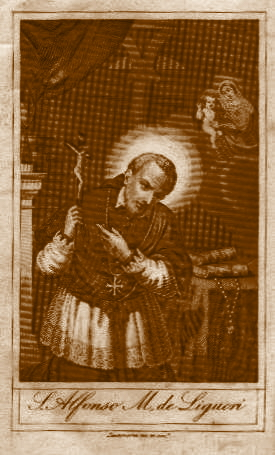
Estampa devocional del començament del s. XIX
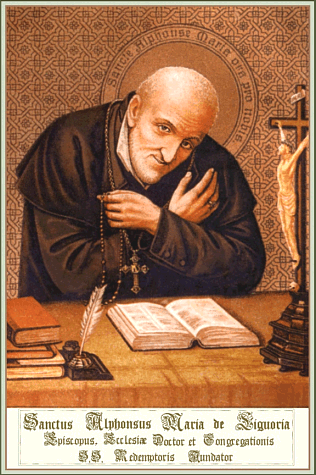
Estampa devocional, final del s. XIX
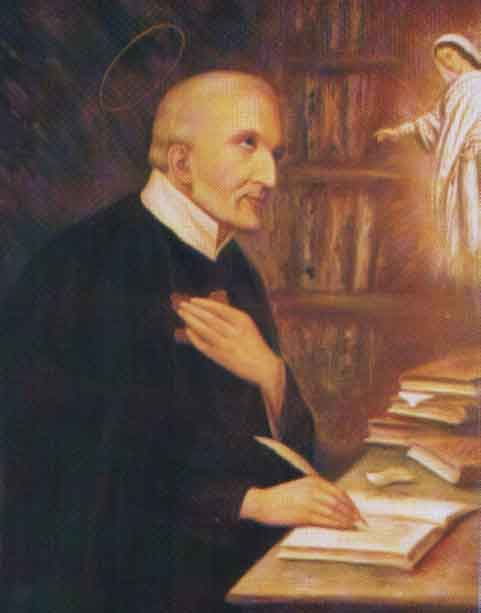
Pintura del s. XIX
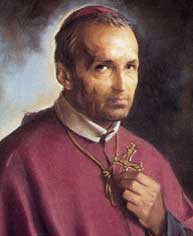
Pintura de començament del s. XX

Alfonso va ser nomenat bisbe de Sant'Agata dei Goti el 1762. Va intentar rebutjar el càrrec perquè es trobava ja gran i malalt, però finalment va acceptar-ho. Durant aquest període va escriure sermons, llibres i opuscles per a encoratjar la devoció al Santíssim Sacrament i la Mare de Déu. En 1775 va obtenir el permís per a deixar el càrrec i es va retirar a viure a la comunitat dels redemptoristes de Nocera de' Pagani (avui, Pagani), on morí l'1 d'agost de 1787.
Va escriure més de 111 obres morals, teològiques i de devoció. El sistema de teologia moral que va idear, l'equiprobabilisme, es troba a mig camí entre el rigor del jansenisme i el laxisme del probabilisme.

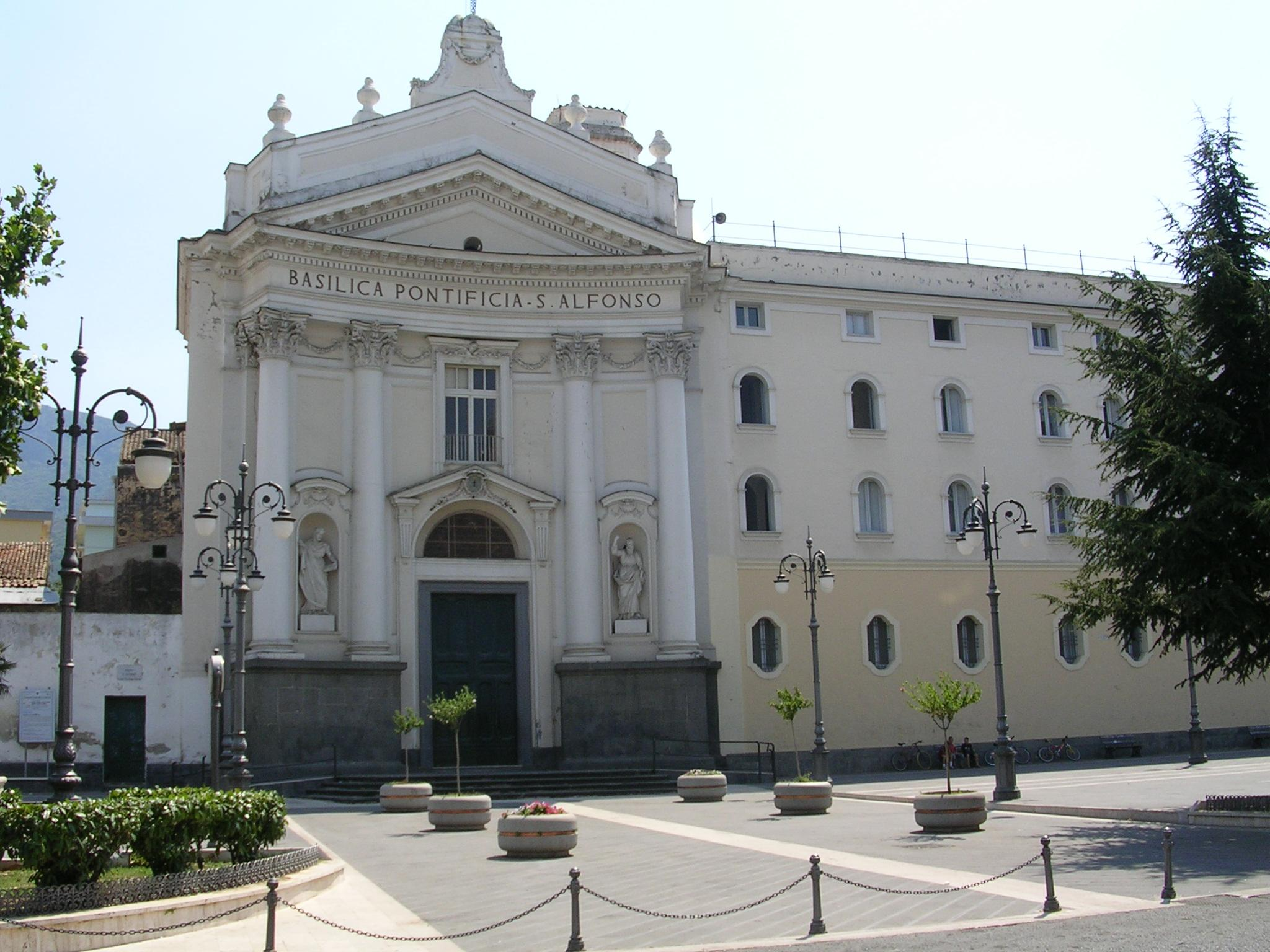
Basílica pontifícia de Sant Alfons, a Pagani
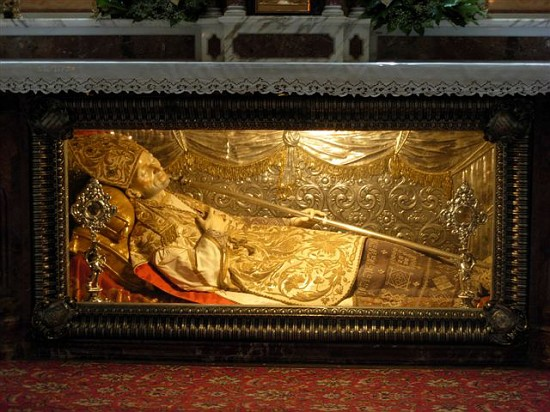
Cos incorrupte del sant, a la basílica de Pagani
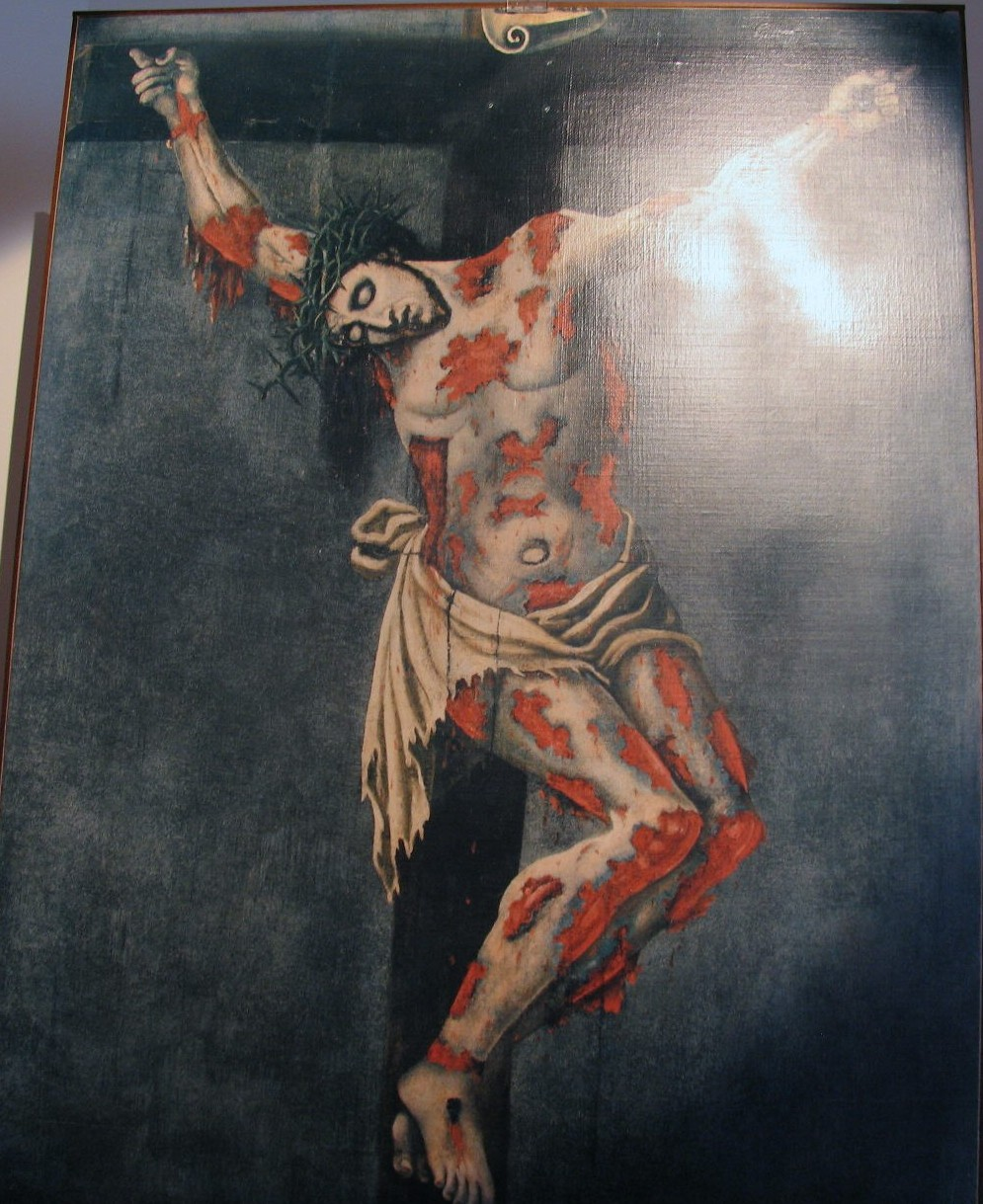
Crucifix pintat per Alfons de Liguori
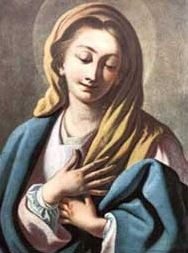
Pintura de la Mare de Déu, pintada per Alfons de Liguori

## Veneració
Va ser canonitzat el 26 de maig de 1839 per Gregori XVI i el 1871 va ser proclamat Doctor de l'Església per Pius IX. Pius XII el va proclamar el 1950 "patró dels confessors i moralistes".

## Espiritualitat
El caràcter de la seva espiritualitat i els elements constitutius són els següents:
- és una espiritualitat popular: neix del poble i es dirigeix al poble. Per això és una espiritualitat pràctica i universal. Afavoreix la idea de la vocació universal a la santedat, tot i que accepta els diferents "estats " de vida.
- és afectiva, no sentimental, plena de sentiments religiosos, de pietat vers Crist, Maria, els sants.
- és eminentment ascètica (reacció contra els perills del ja oblidat quietisme, o més aviat exigida pel caràcter popular del seu origen i el seu destí?)
- l'amor és fonamental, però a vegades s'hi arriba mitjançant el temor de Déu, temor que condueix al mateix temps a suscitar amor. La seva reflexió sobre els Novíssims té aquesta finalitat. L'amor vers Crist, a Maria, als sants, provoca l'amor a Déu i elimina el temor. Sant Alfons és un apòstol de la devoció cristològica i mariana.
- un mètode important, potser representatiu de l'espiritualitat alfonsina, és l'oració, on es mostra deixeble de santa Teresa de Jesús. Sent un tracte amorós vers Déu, l'oració és forn d'apostolat, és un mitjà excepcional per a la salvació. D'ell és la sentència: "el que resa se salva, el que no resa es condemna". Sant Alfons és un veritable apòstol de la pràctica de la mediació com a base de la pietat popular.
- a l'oració està vinculada la gràcia de la salvació; la seva teoria sobre la gràcia és ben senzilla: Sant Alfons suposa que hi ha dues classes de preceptes, uns "fàcils," que tots poden complir amb la gràcia ordinària, que Déu dona a tots, la demanin o no en oració; i d'altres "difícils", que poden complir-se només amb l'ajut de la gràcia extraordinària, que és eficaç en si mateixa. Per a obtenir aquesta gràcia és necessari demanar-la en l'oració. També és la gràcia eficaç de demanar la suficient és un do de Déu. Crist i Maria són dos intercessors necessaris en l'oració: d'ací el tint cristològic i marià de la seva espiritualitat.[1]